# Clerks 2
Clerks 2 (Verweistitel: Clerks 2 – Die Abhänger) ist eine US-amerikanische Filmkomödie von Kevin Smith aus dem Jahr 2006. Sie ist eine Fortsetzung der Komödie Clerks – Die Ladenhüter aus dem Jahr 1994. Clerks III wurde 2022 veröffentlicht.

## Handlung
Der Verkäufer Dante Hicks und sein Freund Randal vom Videoverleih nebenan haben die 13 Jahre seit den Ereignissen im letzten Film damit verbracht, im „Quick Stop“ weiter über Leben, Tod, Sex und Star Wars zu philosophieren. Doch eines Morgens, irgendwo in einer Vorstadt in New Jersey, als Dante wie immer die Eisenrollläden des Convenience Shops hochzieht, brennt das Geschäft lichterloh, und obwohl die Feuerwehr schnell vor Ort ist, kann sie nichts mehr für den „Quick Stop“ und die Videothek tun.
Die beiden Männer finden schnell neue Beschäftigung im Fast-Food-Restaurant „Mooby’s“, wo mit dem Slogan „I’m Eating It“ geworben wird. Auch die Drogendealer Jay und Silent Bob, die sonst vor dem „Quick Stop“ standen, sind mit umgezogen und stehen nun vor dem Graffiti-Spruch „Eat Pussy“, den Randal an die Wand geschrieben hat.
Dante plant unterdessen, gemeinsam mit seiner Verlobten Emma nach Florida zu ziehen und als Geschäftsführer in einem Autowaschsalon von Emmas Vater zu arbeiten. Jedoch wird er an seinem letzten Tag im „Mooby’s“ mit allerlei Dingen konfrontiert, die er an New Jersey mag. Hin- und hergerissen wird ihm seine Liebe zu seiner Chefin Becky klar, die ihm später eröffnet, dass sie schwanger von ihm sei.
Dante kann sich zwischen den Frauen nicht entscheiden, da Emma sein „goldenes Los“ ist, um New Jersey zu verlassen, und Becky schwanger ist und er sie auch liebt. Randal organisiert derweil eine Abschiedsparty für Dante. Im Internet findet er schon bald das Angebot von „Kinky Kelly and the Sexy Stud“, eine sodomitische Sexshow zwischen einem Esel und einem Mann (Randal dachte aber, dass es sich bei Kinky Kelly um eine Frau handelt).
Jay, Silent Bob, Dante Hicks und Randal Graves werden festgenommen, nachdem Dante der Polizei fälschlicherweise Feuer im Restaurant meldet. Dante und Randal streiten in der Zelle über Dantes Wegzug aus New Jersey. Als Ergebnis dieses Streits beschließen beide sich 50.000 US-$ von Jay und Silent Bob zu leihen (unter der Bedingung auf Lebenszeit das Verweilrecht vor dem „Quick Stop“ zu erhalten und dealen zu dürfen) und den „Quick Stop“ wieder zu eröffnen.
Sie renovieren den „Quick Stop“ und stellen Elias ein, ihren Kollegen aus dem „Mooby’s“.

## Kritiken
Mark Bell schrieb auf filmthreat.com, dass der Film das Leben und die vertanen Jahre nach dem dreißigsten Lebensjahr thematisiere. Der Regisseur und Drehbuchautor Kevin Smith erreiche das „perfekte“ Gleichgewicht zwischen Humor und Herz.
James Berardinelli hielt auf ReelViews den Film zwar für amüsant, er erreiche aber nicht das Niveau des Vorgängers. Er lobte das Spiel von Rosario Dawson.
Volker Marquardt schrieb in TV digital im Juli 2007, dass der Film manchmal zu quatschig sei, aber die Schauspieler seien in Topform und die Gags würden im Minutentakt kommen. Es sei eine gelungene Popkultur-Komödie über Freunde, Filme und wahre Liebe.
Das Lexikon des internationalen Films fand, dass „die Konstellation des ersten Teils nur unwesentlich“ variiert worden sei. Da den Figuren jegliche Entwicklung fehle, sei die Wiederbegegnung mit ihnen enttäuschend, „zumal man Humor und Ideenreichtum des Originals vermisst“.

## Auszeichnungen
Kevin Smith gewann im Jahr 2006 den Publikumspreis des Edinburgh International Film Festivals.

## Hintergründe
Die Dreharbeiten fanden von dem 10. Oktober 2005 bis zum 18. November 2005 in Kalifornien und in New Jersey statt. Die Produktion des Films kostete etwa fünf Millionen US-Dollar (die Komödie Clerks – Die Ladenhüter wurde für 27.575 US-Dollar produziert).
Die Premiere der Komödie erfolgte auf den Internationalen Filmfestspielen von Cannes am 26. Mai 2006. Der Film startete in den US-Kinos am 21. Juli 2006 und spielte dort bis zum 24. September 2006 ca. 24,1 Millionen US-Dollar ein. In Deutschland startete der Film am 12. Juli 2007.
Das Restaurant „Mooby’s“ wurde in einer ehemaligen Burger-King-Filiale aufgebaut. Es stand nicht in New Jersey, sondern in Buena Park in der Nähe von Los Angeles. Es wurde 2006 abgerissen.
In einer Szene tanzt Jay zum Lied Goodbye Horse von Q Lazzarus, wobei es sich um eine Referenz zur ähnlichen Szene mit einem tanzenden Serienmörder im Film Das Schweigen der Lämmer handelt.

## Belege
1. ↑   Freigabebescheinigung für Clerks 2. Freiwillige Selbstkontrolle der Filmwirtschaft, Juli 2007 (PDF; Prüfnummer: 110 674 K).
2. ↑  Kritik von Mark Bell
3. ↑  Kritik von James Berardinelli
4. ↑  Clerks 2. In: Lexikon des internationalen Films. Filmdienst, abgerufen am 8. Mai 2017.
5. 1 2  IMDb Business-Info